# 甲蟲王者
《甲蟲王者》是款日本電子遊戲，後來被改編為電視動畫《甲蟲王者 森林居民的傳說》（甲虫王者ムシキング 森の民の伝説）及劇場版二套。分別是《甲蟲王者 邁向偉大的三冠王之路》（甲虫王者ムシキング グレイテストチャンピオンへの道）和《甲蟲王者 〜闇黑改造甲蟲〜》（甲虫王者ムシキング スーパーバトルムービー 〜闇の改造甲虫〜）。
電視動畫於2005年4月6日至2006年3月29日於東京電視台每週星期三18:00至18:30播放，全52話。以下內容以香港版翻譯作出介紹。

## 概要
遊戲始於2001年開發，2003年1月21日遊戲設施卡片街機登場。在2010年1月21日，世嘉的官方網站宣佈結束開發。截至2007年11月總出貨量是4億9800萬件。
甲蟲王者遊戲是日本世嘉在2003年，針對少年推出的卡片型遊戲，每次投幣即可隨機得到一張印有甲蟲和條碼的卡片或絕招卡，接著在街機的讀卡機刷卡，遊戲畫面就會出現和此卡片相同角色的甲蟲，並且和其他甲蟲戰鬥。鑑於甲蟲王者街機的成功，世嘉緊接著又推出了古代王者恐龍王、時尚魔女Love & Berry等街機卡片遊戲，兩者同樣亦創造了不小的人氣。此外世嘉並有將此遊戲推往海外發展之企圖心，包括香港、韓國、菲律賓等國家均有分部和代理設置街機。而其中除了台灣跟韓國是採用當地語言版本的卡片之外，其他地區均使用英文版本。

## 電視動畫

### 故事內容
主人公坡坡為救母親而出發前往發光森林，途中遇上敵人，敵人是有紅眼睛並且很兇殘的甲蟲達以及迷一樣的首領們。他們用各種各樣的方法想奪取波波所擁有的「守護者證明」。他們到底在策劃什麼呢？坡坡和森林的異變有關係嗎？這一切都將通過坡坡的旅程逐漸變得明朗起來……波波身上背負著拯救森林的使命，從不明白世界的黑暗面，到在長時間的旅行中漸漸成長。

### 登場人物

#### 主要角色
- 波波

配音：宮原永海（日本）；雷碧娜（香港）；詹雅菁（台灣）
身上背負著拯救森林的使命，守護者證明的持有人。不明白世界的黑暗面，在長時間的旅行中漸漸成長，了解自己的義務。
- 白梅

配音：宍戶留美（日本）；林雅婷（香港）；王瑞芹（台灣）
白梅的存在本是一台外來星球的終端機，用來儲存這個森林的一切資料，直至到母親之船再度起航。某一次的重生，卻讓白梅明白到自己已經不再有收集資料的任務。她有感情、有感覺...是一名森林居民。之後的白梅也是作為故事中的眼來看這世界。
- 索瑪

配音：野島健兒（日本）；黃鳳英（香港）；王瑞芹（台灣）
一個自我意識很強的人。從小開始就被人當是聖嬰般看待，所以一直沒辦法融入團體、相信別人。為了逃避家鄉人們對自己的眼光，索瑪自己一個人旅行。他對自己的實力有自信，卻明白到死亡是很簡單的事，所以一直都對充滿希望的坡坡抱有特別的感覺。其後發現母親原來是自己的敵人後，加上理解死亡，以及認為自己比坡坡強，為了追求強大便加入了敵人。之後在坡坡與莎蘭的信任，以及對自己實力的內心掙扎之中，索瑪經過了一次的死亡，因為莎蘭的力量而重生。
- 小兜蟲/甲蟲王者

配音：TARAKO（日本）；林丹鳳（香港）；傅其慧（台灣）
他們兩個都是坡坡父親的化身。小兜蟲是以前的父親，甲蟲王者是現在的父親。每次甲蟲王者出現，小兜蟲總會不知飛到哪裡去，而且還沒有了甲蟲王者的記憶，卻有著鼓勵坡坡的任務，把坡坡送到發光森林。至於甲蟲王者，與坡坡的交情很深，一直保護坡坡，教導坡坡，相比起來顯得非常成熟。
- 莎拉(莎蘭)

配音：皆口裕子（日本）；陳凱婷（香港）
是坡坡他們首次見證出生的嬰兒。非常喜歡索瑪。有著治療甲蟲的力量，之前算是回復用的角色。她對索瑪的信任成為一個不可缺少的橋樑。之後化為繭，變成了大人，救了快要化成光的索瑪。似乎能利用手，與人作內心交流。她的存在其實是要幫助森林，森林的生命力都在她的身體，所以她把魔德帶到另一個星球中，把生命帶到那星球去，那就是她的使命。
- 貝利

配音：五代高之（日本）；翟耀輝（香港）；李香生（台灣）
坡坡的父親。
- 庇雅

配音：詩乃優花（日本）；朱妙蘭（香港）；傅其慧（台灣）
坡坡的母親。

#### 馬戲團
- 亞比

配音：高木涉（日本）；陳永信（香港）
這三人都是被命運選出來保護白梅的人，作為馬戲團一起旅行。他們都有自己的力量，亦失去了所有的記憶。然而在白梅重生時，他們的記憶都回來了。亞比是個很會照顧人的大哥，會豆袋炸彈。長時間的旅行，他們都由保護白梅以尋找自己的記憶，變成了保護坡坡去到發光森林。
- 芭比

配音：莊真由美（日本）；周文瑛（香港）
這三人都是被命運選出來保護白梅的人，作為馬戲團一起旅行。他們都有自己的力量，亦失去了所有的記憶。然而在白梅重生時，他們的記憶都回來了。芭比能用類似繩子的東西攻擊。長時間的旅行，他們都由保護白梅以尋找自己的記憶，變成了保護坡坡去到發光森林。
- 阿武

配音：楠見尚己（日本）；陳卓智（香港）
這三人都是被命運選出來保護白梅的人，作為馬戲團一起旅行。他們都有自己的力量，亦失去了所有的記憶。然而在白梅重生時，他們的記憶都回來了。亞武是善良而力大無窮的傢伙。長時間的旅行，他們都由保護白梅以尋找自己的記憶，變成了保護坡坡去到發光森林。
- 老爹

配音：西川幾雄（日本）；黃子敬（香港）
與亞比他們一樣是與白梅旅行的人。因為保護坡坡而去世，也是坡坡第一次經歷死亡。老爹能夠踩圓球，利用圓球來攻擊。
- 阿風

配音：金丸淳一（日本）；蘇強文（香港）
與亞比他們一樣是與白梅旅行的人。因為保護坡坡而去世，也是坡坡第一次經歷死亡。阿風能用水球作攻擊或保護自己，這一招之後坡坡也能使用。

#### 魔德手下
- 巴薩

配音：長島雄一（日本）；馮錦堂（香港）；李香生（台灣）
巴薩與楚姬都是認為自己是被命運選中要改變世界的人。巴薩非常在乎於自己的命運，而且對於父母肉身枯萎而恨坡坡；其實他只是想表達自己的想法而已。
- 古拉姆

配音：上別府仁資（日本）；潘文柏（香港）；魏伯勤（台灣）
古拉姆是非常喜歡森林、喜歡甲蟲的人。他加入魔德是因為他不想看到森林被破壞，單純希望把破壞森林的人變成光；之後被莎拉開導。
- 楚姬

配音：木内玲子（日本）；黃玉娟（香港）；王瑞芹（台灣）
巴薩與楚姬都是認為自己是被命運選中要改變世界的人。楚姬在很久以前因為無法融入收留自己的村子中的生活而重思自己的定位，然後離開親兒索瑪，加入魔德陣形，事實上是為公爵做事。然而還是非常保護索瑪。在反抗公爵與傷害親兒之間，她選擇了自我犧牲。
- 公爵

配音：五代高之（日本）；翟耀輝（香港）；李香生（台灣）
魔德本來是想奪取坡坡那守護者證明以達成帶所有生命離開這星球的目的，之後公爵打敗了魔德，取代了魔德的位置。而公爵是索瑪的父親，不過把兒子索瑪當成戰棋。他的表現很有自信，而且說話的語氣很傲慢。然而他的自傲亦令他走向失敗。
- 魔德

配音：佐藤正治（日本）；源家祥（香港）；魏伯勤（台灣）
魔德本來是想奪取坡坡的守護者證明以達成帶所有生命離開這星球的目的，之後公爵打敗了魔德，取代了魔德的位置。魔德相信現在於這星球生存中的生命都是假像，要求領航員坡坡把生命利用母親之船帶回原來的星球。最後被莎蘭阻止，與莎蘭一起離開現在的星球，到宇宙的另一角傳播生命。

### 製作人員
- 原案：SEGA『甲虫王者ムシキング』
- 企畫：ムシキングプロジェクト
- 行政部門製片人：植村比呂志
- 系列構成：吉田玲子
- 人物設計：馬越嘉彦
- 3D昆蟲設計：本田稔裕
- 總作畫監督：依田正彦、伊本龍守
- 美術監督：坂本信人
- 色彩設計：海鋒重信
- 攝影監督：高橋圭祐
- 編集：田熊純
- 音樂：和田薰
- 音響監督：吉田知弘
- 效果：野口透（アニメサウンド）
- 錄音調整：佐竹徹也
- 錄音助手：藤島純一
- 錄音工作室：東京テレビセンター
- 錄音製片人：塚田政宏
- 錄音製作：楽音舎
- 音樂製片人：桜井裕子
- 音樂製作/協力：ビクターエンタテインメント JVCエンタテインメント･ネットワークス 東京音楽工房 TV TOKYO MUSIC
- casting導演：小浜匠（東映アカデミー）
- 成果報酬型廣告製片人：梅村宗宏、吉岡昌仁
- 製片人：紅谷佳和→細谷伸之（TV TOKYO）、上田和成（読売広告社）、小島哲（TMS）
- 監督：山内重保
- 製作協力：Actas studio add
- 製作：東京電視台、讀賣廣告社、TMS Entertainment

### 主題曲
片頭曲
「正因為活著（生きてこそ）」
歌：Kiroro、作詞：玉城千春、作曲：Kiroro、編曲：重実徹
- 最後一集被用作片尾曲。

片尾曲
「Let's HappiecE Life!」（第1話－第12話）
歌：3B LAB.☆S、作詞・作曲：岡平健治、編曲：3B LAB.☆S
「甲蟲王者森巴舞（ムシキング・サンバ）」（第13話－第26話）
歌：カオリ&ムシキング・アミーゴス、作詞：亞蘭知子、作曲：OZA、編曲：森村献、編舞：KABA.ちゃん
「think twice」（第27話－第39話）
歌：FUZZY CONTROL、作詞・作曲：JUON SATOKO JOE、編曲：FUZZY CONTROL
「光之舞台（HIKARUステージ）」（第40話－第51話）
歌：ハレンチ☆パンチ、作詞：H☆P、作曲：MIU、編曲：Rockmore
插曲
「森の夢」
歌：パム（宍戸留美）

### 各話列表
| 話數 | 日文標題（場景標題） | 中文標題       | 劇本       | 分鏡            | 演出                | 作畫監督                                  | 登場甲蟲                                                                               |
| ---- | -------------------- | -------------- | ---------- | --------------- | ------------------- | ----------------------------------------- | -------------------------------------------------------------------------------------- |
| 1    |                      | 坡坡的啟程     | 吉田玲子   | 山内重保        | 山内重保            | 依田正彦                                  | 獨角仙 高加索大兜蟲                                                                    |
| 2    |                      | 馬戲團的少女   | 吉田玲子   | 小枝マリ        | 川口敬一郎          | 西尾公伯                                  | 高加索大兜蟲 小鍬形蟲                                                                  |
| 3    |                      | 靈魂的去向     | 吉田玲子   | 山内重保        | 山内重保            | 岩佐裕子 伊本龍守 依田正彦                | 高加索大兜蟲                                                                           |
| 4    |                      | 生命的光輝     | 上代務     | 福田道生        | 大平直樹            | 阿部宗孝 古谷田順久                       | 長臂豎角兜蟲                                                                           |
| 5    |                      | 果實之鄉       | 山口亮太   | 西沢信孝        | 岡嶋国敏            | 二宮常雄                                  | 象兜屬                                                                                 |
| 6    |                      | 真正的希望     | 高橋奈津子 | 甚大塚          | 甚大塚              | 添田直子                                  | 象兜屬                                                                                 |
| 7    |                      | 使命與宿命     | 山口亮太   | 川口敬一郎      | 川口敬一郎 平尾みほ | 伊本龍守 永田正美 斉藤かずや              | 南洋大兜蟲                                                                             |
| 8    |                      | 留下的話       | 吉田玲子   | 御神崎海        | 矢崎しげる          | 岩佐裕子 鷲田敏弥 小岩雄之 岡野幸男       | 黃斑六節鍬甲                                                                           |
| 9    |                      | 惰者森林       | 上代務     | 井上栄作        | 山口美浩            | 亀田義明                                  | タランドゥスツヤクワガタ 小鍬形                                                        |
| 10   |                      | 少女與魔女     | 山口亮太   | 大平直樹        | 大平直樹            | 青木哲朗                                  | セアカフタマタクワガタ                                                                 |
| 11   |                      | 愛的力量       | 高橋奈津子 | 入好さとる      | 石倉賢一            | 牧内ももこ                                | -                                                                                      |
| 12   |                      | 另一個少年     | 吉田玲子   | 岡嶋国敏        | 岡嶋国敏            | 二宮常雄                                  | 小鍬形 セアカフタマタクワガタ タランドゥスツヤクワガタ                                 |
| 13   |                      | 藏匿的暗影     | 上代務     | 福田道生        | 米田光宏            | 浜津武広 米田光宏                         | メンガタクワガタ セアカフタマタクワガタ タランドゥスツヤクワガタ                       |
| 14   |                      | 遭遇           | 上代務     | 松園公          | 石川敏浩            | 池下博紀                                  | メンガタクワガタ セアカフタマタクワガタ タランドゥスツヤクワガタ 高加索甲殼蟲 鋸楯角兜 |
| 15   |                      | 不沉的太陽     | 高橋奈津子 | 井上栄作        | 藤瀬順一            | 烏宏明 白南烈                             | ブルマイスターツヤクワガタ                                                             |
| 16   |                      | 發明王         | 田村竜     | 山口美浩        | 山口美浩            | 龜田義明                                  | ヒメカブト                                                                             |
| 17   |                      | 琥珀之堡       | 山口亮太   | 川口敬一郎      | 川口敬一郎          | 島田賢志 川口敬一郎                       | メンガタカブト                                                                         |
| 18   |                      | 孩子們的王國   | 上代務     | 大平直樹        | 大平直樹            | 阿部宗孝                                  | スペキオシスシカクワガタ                                                               |
| 19   |                      | 母親河         | 吉田玲子   | 入好悟          | 岡嶋国敏            | 二宮常雄                                  | スペキオシスシカクワガタ                                                               |
| 20   |                      | 甲蟲收藏家     | 高橋奈津子 | 井上栄作        | 高橋順              | 松川哲也 小岩雄之                         | ラコダールツヤクワガタ 鋸鍬形蟲 ミヤマクワガタ ヒラタクワガタ 小鍬形                   |
| 21   |                      | 黑色森林       | 吉田玲子   | 山内重保        | 山内重保            | 岩佐裕子                                  | グラントシロカブト                                                                     |
| 22   |                      | 星星的記憶     | 上代務     | 大倉雅彦        | 梅本唯              | 浜津武広 米田光宏                         | 象兜屬                                                                                 |
| 23   |                      | 生命的起源     | 上代務     | 松園公 山内重保 | 藤瀬順一            | 依田正彦 伊本龍守 松岡秀明 をがわいちろを | 象兜屬                                                                                 |
| 24   |                      | 旅程的終結     | 山口亮太   | 大平直樹        | 大平直樹            | 青木哲朗                                  | 象兜屬                                                                                 |
| 25   |                      | 動搖的牽絆     | 田村竜     | 福田道生        | 岡嶋国敏            | 二宮常雄                                  | 長齒黑鍬甲 アクティオンゾウカブト                                                      |
| 26   |                      | 夕陽的光輝     | 吉田玲子   | 岡佳広          | 岡佳広              | 松川哲也 小岩雄之                         | 小鍬形 高加索甲殼蟲 鋸楯角兜 エレファスゾウカブト 南洋大兜蟲 長齒黑鍬甲                |
| 27   |                      | 雕刻紋章       | 上代務     | 中村哲治        | 中村哲治            | 岩佐裕子                                  | ブルマイスターツヤクワガタ 長齒黑鍬甲                                                  |
| 28   |                      | 暴風雨中       | 上代務     | 垂永士          | 梅本唯              | 浜津武広 米田光宏                         | 長齒黑鍬甲 タイゴホンヅノカブト                                                        |
| 29   |                      |                | 高橋奈津子 | 大平直樹        | 大平直樹            | 阿部宗孝                                  | アクティオンゾウカブト                                                                 |
| 30   |                      | 理想森林       | 田村竜     | 金子伸吾        | 金子伸吾 藤瀬順一   | 古瀬真弓 中澤勇一                         | エラフスホソアカクワガタ 長齒黑鍬甲                                                    |
| 31   |                      |                | 山口亮太   | 入好さとる      | 岡嶋国敏            | 二宮常雄                                  | コガシラクワガタ 長齒黑鍬甲                                                            |
| 32   |                      |                | 吉田玲子   | 福田道生        | 高橋順              | 松川哲也 小岩雄之                         | 長齒黑鍬甲 パラワンオオヒラタクワガタ                                                  |
| 33   |                      | 真正的自己     | 上代務     | 岡佳広          | 大久保唯男          | 金大勲                                    | ネプチューンオオカブト 長齒黑鍬甲                                                      |
| 34   |                      | 森林的守護者   | 上代務     | 米田光宏        | 梅本唯              | 米田光宏                                  | パラワンオオヒラタクワガタ ネプチューンオオカブト                                      |
| 35   |                      | 修行之谷       | 吉田玲子   | 隆一郎          | 藤瀬順一            | 中澤勇一 岩佐裕子                         | 長齒黑鍬甲                                                                             |
| 36   |                      | 蟲男的眼淚     | 高橋奈津子 | 大平直樹        | 大平直樹            | 阿部宗孝                                  | -                                                                                      |
| 37   |                      | 小小的王者     | 松井亞弥   | 垂永士          | 石川敏浩            | 馬場竜一 石井和彦                         | ゴホンヅノカブト                                                                       |
| 38   |                      | 蛻殼之都       | 上代務     | 福田道生        | 高橋順              | 島田英明 小岩雄之                         | 南洋大兜蟲 長齒黑鍬甲                                                                  |
| 39   |                      | 守護者的證明   | 上代務     | 岡佳広          | 岡佳広              | 岩佐裕子 中澤勇一                         | 長戟大兜蟲                                                                             |
| 40   |                      | 甲蟲王者的村莊 | 田村竜     | 入好さとる      | 岡嶋国敏            | 二宮常雄                                  | ラコダールツヤクワガタ オオクワガタ 鋸鍬形蟲 ミヤマクワガタ                            |
| 41   |                      | 該前進的道路   | 高橋奈津子 | 小枝マリ        | 梅本唯              | 米田光宏                                  | -                                                                                      |
| 42   |                      | 再生之時       | 松井亜弥   | 大平直樹        | 大平直樹            | 阿部宗孝                                  | -                                                                                      |
| 43   |                      | 甲蟲的墳場     | 山口亮太   | 垂永士          | 矢崎しげる          | 岩佐裕子 中澤勇一 古瀬真弓                | ブルマイスターツヤクワガタ スペキオシスシカクワガタ モーレンカンプオオカブト           |
| 44   |                      | 父與子         | 上代務     | 隆一郎          | 岡嶋国敏            | 二宮常雄                                  | グランディスオオクワガタ オウゴンオニクワガタ マンディブラリスフタマタクワガタ         |
| 45   |                      | 約定           | 田村竜     | 高橋順          | 高橋順              | 島田英明 松川哲也                         | -                                                                                      |
| 46   |                      | 凍結的生命     | 吉田玲子   | 福田道生        | 大久保唯男          | 金大勲                                    | -                                                                                      |
| 47   |                      | 兩名王者       | 松井亜弥   | 隆一郎          | ながはまのりひこ    | 渡辺るりこ                                | -                                                                                      |
| 48   |                      | 光輝森林       | 吉田玲子   | 山内重保        | 山内重保            | 岩佐裕子                                  | -                                                                                      |
| 49   |                      | 戰鬥的結果     | 上代務     | 小枝マリ        | 梅本唯              | 米田光宏                                  | -                                                                                      |
| 50   |                      | 森林的夢       | 松井亜弥   | 隆一郎          | 岡嶋国敏            | 二宮常雄                                  | 長戟大兜蟲                                                                             |
| 51   |                      | 正因為活著     | 上代務     | 大平直樹        | 大平直樹            | 阿部宗孝                                  | 長戟大兜蟲 ヘルクレスリッキーブルー                                                    |
| 52   |                      | 森林居民的傳說 | 吉田玲子   | 山内重保        | 山内重保            | 岩佐裕子 伊本龍守 依田正彦                | ヘルクレスリッキーブルー                                                               |

### 作品變遷
日本
| 東京電視台 星期三18:00節目 | 東京電視台 星期三18:00節目        | 東京電視台 星期三18:00節目 |
| -------------------------- | --------------------------------- | -------------------------- |
|                            | 甲蟲王者 森林居民的傳說           |                            |
| 星艦駕駛員                 | 遊戲王 怪獸之決鬥GX （18:30移動） |                            |

香港
| 香港無綫電視翡翠台 星期四、五 17:15-17:50節目 | 香港無綫電視翡翠台 星期四、五 17:15-17:50節目 | 香港無綫電視翡翠台 星期四、五 17:15-17:50節目 |
| --------------------------------------------- | --------------------------------------------- | --------------------------------------------- |
|                                               | 甲蟲王者 （2006.4.28 - 2006.11.2）            |                                               |
| 翼之奇幻旅程(第一輯)                          | Keroro軍曹(第二季)                            |                                               |
| 星期日 09:00-09:30節目(重播)                  |                                               |                                               |
| 光之美少女(第一輯)                            | 甲蟲王者 （2007.7.29 - 2008.08.02）           | TBA                                           |

## 漫畫版
分別有今賀俊的《甲蟲王者：森林的救世主》（甲虫王者虫キング森の救世主），漫畫全7冊和大瀬嘉夫的《甲蟲王者：札克的冒險篇》（甲虫王者ムシキング〜ザックの冒険編〜），漫畫全8冊。兩部漫畫都由小學館負責出版，中文版則由青文出版社負責。
另外也有一冊《甲蟲王者MUSHIKING百科全書》，以真實甲蟲照片對照甲蟲王者MUSHIKING世界中出現的角色，並列舉介紹牠們的個性、體長、出生地以及必殺技，更有每個甲蟲的分佈地點，讓大小朋友們從甲蟲王者MUSHIKING百科全書學會並認識大自然的昆蟲！

### 故事簡介
- 甲蟲王者：森林的救世主

- 甲蟲王者：札克的冒險篇

身為寶物獵人的少年札克與充滿武士風範的獨角仙獨角丸相遇後，新的傳說即將展開。

### 登場人物
- 甲蟲王者：森林的救世主
金恩

- 甲蟲王者：札克的冒險篇
扎克
本作的主角。在世界旅行的寶藏獵人。男孩的夢想是成為世界第一的寶藏獵人。
獨角丸
另一個主角。

## 劇場版

### 甲蟲王者 邁向偉大的三冠王之路
《甲蟲王者 邁向偉大的三冠王之路》（甲虫王者ムシキング グレイテストチャンピオンへの道）於2005年12月發表，是基於家用遊戲改編的故事，與電視動畫內容無關。同時上映作品是「劇場版 超星艦隊セイザーX 戦え!星の戦士たち」。

#### 內容簡介
未來健人是一名正值青春的熱血少年，他的夢想是成為世界第一——偉大的三冠王大賽冠軍，因此他日以繼夜地與甲蟲王不斷戰鬥練習。某一天，一位名叫溝呂木四郎的神秘男孩出現在未來健人的面前，並且接二連三無情冷酷地打敗一隻隻的甲蟲，最特別的是，他的甲蟲是前所未見的品種，叫做闇黑海神大兜蟲。

#### 角色介紹
- 未來健人：熊井統子
- 夢野アイ：神田朱未
- 溝呂木四郎：福田沙紀
- 未來健太郎：山口智充

#### 製作人員
- 原案：植村比呂志
- 原作：セガ
- 監督：大賀俊二
- 劇本：藤田伸三
- 分鏡：鍋島修、大原実
- 演出：小倉宏文、神保昌登
- 人物設計：須藤昌朋、山中純子
- 機械設計：清水義治
- 總作畫監督：須藤昌朋
- 作畫監督：山中純子、清水義治
- 美術監督：水谷利春
- CGI總監：長谷部哲也
- CGI動畫導演：川又浩
- 色彩設計：原田幸子
- 攝影監督：森下成一
- 編輯：佐野由里子
- 音樂：天野正道
- 音響監督：清水洋史
- 監修：妹尾眞治、尾崎穏通
- 動畫製作：トムス・エンタテインメント
- 製作：ムシキング・ザ・ムービー・プロジェクト（セガ、トムス・エンタテインメント、セガトイズ、小學館、東京電視台）

#### 主題曲
主題歌「幸せのテレパシー」
歌：福田沙紀 / 作詞・作曲：廣瀨香美 / 編曲：井上ヨシマサ

### 甲蟲王者 闇黑改造甲蟲
《甲蟲王者 闇黑改造甲蟲》（甲虫王者ムシキング スーパーバトルムービー 〜闇の改造甲虫〜）於2007年3月21日公佈，是基於街機版的故事，與電視動畫內容無關。同時上映作品是「時尚魔女♥ LOVE AND BERRY 幸福的魔法」。

#### 內容簡介
在森林的深處，有一個妖精和昆蟲們的樂園。在這裏，森林精靈坡坡、甲蟲王者睦羲王和許多其他昆蟲和睦地生活着。但是和平的景象並沒有持續很久，一個神秘魔法師魔德率領他的黑暗改造甲蟲入侵了這裏，破壞了森林的和平，坡坡和睦羲王要站出來為守護森林的和平而戰。

#### 角色介紹
- 坡坡：進藤尚美
- ムシキング(睦羲王)：堀井真吾
- アダー(魔德)：佐藤正治
- 條紋扁鍬：塚地武雅（ドランクドラゴン）
- カナブン：鈴木拓（ドランクドラゴン）

#### 製作人員
- 原案：植村比呂志
- 原作：セガ
- 監督：水崎淳平
- 劇本：園田英樹、大川俊道
- 甲虫ユニット
  - 動畫導演：川又浩
  - CGI導演：長谷部哲也
  - 動畫製作：The Answer Studio
- 妖精ユニット
  - 人物模型導演：中村彰
  - 角色動畫總監：重川尚之、水野貴信
  - 動畫製作：神風動畫、アニマ
- 分鏡：佐野隆史
- 演出：鈴木裕美子
- レイアウト作監：川又浩
- 美術監督：水谷利春
- 攝影監督：大石直人、鈴木理恵
- 編輯：長谷川久子
- 音樂：天野正道
- 音響監督：清水洋史
- 監修：妹尾眞治、尾崎穏通、瀨戶麻理子
- 製作：トムス・エンタテインメント
- 分配：松竹
- 製作：ムシキング フィルムパートナーズ 2007（セガ、松竹、トムス・エンタテインメント、セガトイズ）

#### 主題曲
主題歌「ユウキの虹 〜Precious friends of Mushiking〜」
作詞・作曲・編曲：長井和彦 / 歌：ドランクドラゴン

## 外部連結
- （日語）甲蟲王者公式主頁 （页面存档备份，存于）
- （日語）セガトイズ内サイト
- （日語）動畫版公式主頁 （页面存档备份，存于）